# Едвін Сої
Едвін Сой  (англ. Edwin Soi, 3 березня 1986) — кенійський легкоатлет, олімпійський медаліст.

## Виступи на Олімпіадах
| Олімпіада  | Дисципліна         | Місце |
| ---------- | ------------------ | ----- |
| Пекін 2008 | біг на 5000 метрів | 3     |